# 조지 델호요
조지 델호요(George DelHoyo, 1953년 11월 23일 ~ )는 미국의 배우, 텔레비전 배우, 영화배우이다.
카넬로네스에서 태어났다.

## 영화
- 마이 데이트 위드 드류 (2004년) - 본인 - Voice Trailer Guy 역
- 시티 레인져 (1993년)
- 비버리힐즈의 아이들 (1990년)
- 형사 Q (1976년)
- 우리 생애 나날들 (1965년)